# Lottie Eriksson
Lottie W. Eriksson, född 1912 i Berlin, död okänt år, var en svensk konstnär.
Eriksson studerade vid Stockholms målarskola och vid Deutsche Dekorationsschule i Berlin samt porslin- och sidenmålning för Lilly Jerpendahl och dessutom ikonmåleri på Medborgarskolan i Stockholm. Hennes konst består av stilleben, mariner och djurstudier i ett realistiskt måleri. Hon var under flera år verksam i ett samarbete med Nordiska museet i Stockholm. Eriksson är representerad vid Norrtälje kommun, samt utomlands i Italien, Tyskland och USA.